# Championnat d'Uruguay de football 1919
Navigation
Édition précédente Édition suivante
| \| Montevideo: · Central · Peñarol · Nacional · Wanderers · River Plate · Reformers · Belgrano · Dublin · Charley Montevideo Universal \| Localisation des clubs engagés dans le championnat. |
| Montevideo: · Central · Peñarol · Nacional · Wanderers · River Plate · Reformers · Belgrano · Dublin · Charley Montevideo Universal                                                           |

La 19e édition du championnat d'Uruguay de football est remportée par le Club Nacional de Football. C’est le septième titre de champion du club. Le Nacional l’emporte avec 2 points d’avance sur l’Universal Football Club. Club Atlético Peñarol complète le podium. 
Un nouveau club fait son apparition en première division : le Belgrano Football Club. 

## Les clubs de l'édition 1919
| Club                             | Stade         | Capacité | Ville            |
| -------------------------------- | ------------- | -------- | ---------------- |
| Belgrano Football Club           | -             | -        | Montevideo       |
| Central Español Fútbol Club      | -             | -        | Montevideo       |
| Charley Football Club            | -             | -        | Montevideo       |
| Dublin Football Club             | -             | -        | Montevideo       |
| Montevideo Wanderers Fútbol Club | -             | -        | Montevideo       |
| Club Nacional de Football        | -             | -        | Montevideo       |
| Club Atlético Peñarol            | Villa Peñarol | -        | Montevideo       |
| Reformers Football Club          | -             | -        | Montevideo       |
| River Plate Football Club        | -             | -        | Montevideo       |
| Universal Football Club          | -             | -        | San José de Mayo |

## Compétition

### Classement
Le classement est établi sur le barème de points suivant : victoire à 2 points, match nul à 1, défaite à 0.
| Rang | Équipe                      | Pts | J  | G  | N | P  | Bp | Bc | Diff |
| ---- | --------------------------- | --- | -- | -- | - | -- | -- | -- | ---- |
| 1    | Club Nacional de Football   | 31  | 18 | 15 | 1 | 2  | 47 | 5  | +42  |
| 2    | Universal Football Club     | 29  | 18 | 13 | 3 | 2  | 28 | 8  | +20  |
| 3    | Club Atlético Peñarol T     | 26  | 18 | 11 | 4 | 3  | 27 | 6  | +21  |
| 4    | Montevideo Wanderers        | 22  | 18 | 10 | 2 | 6  | 26 | 14 | +12  |
| 5    | Central Español Fútbol Club | 17  | 18 | 6  | 5 | 7  | 22 | 27 | -5   |
| 6    | Dublin Football Club        | 14  | 18 | 3  | 8 | 7  | 12 | 24 | -12  |
| 7    | River Plate                 | 12  | 18 | 2  | 8 | 8  | 8  | 27 | -19  |
| 8    | Belgrano Football Club      | 11  | 18 | 1  | 9 | 8  | 9  | 30 | -21  |
| 9    | Reformers Football Club     | 10  | 18 | 2  | 6 | 10 | 7  | 19 | -12  |
| 10   | Charley Football Club       | 8   | 18 | 1  | 6 | 11 | 6  | 32 | -26  |

| Légende : Qualifications et relégations | Légende : Qualifications et relégations |
| --------------------------------------- | --------------------------------------- |
|                                         | Champion d'Uruguay                      |
|                                         | Relégation en deuxième division         |
|                                         | T : Tenant du titre P : Promus          |

## Bilan de la saison
| Championnat d'Uruguay de football 1919                             |                                      |
| Champion                                                           | Club Nacional de Football (7e titre) |
| Promotions et relégations                                          |                                      |
| Promus en Primera División                                         | Liverpool Fútbol Club Uruguay Onward |
| Relégués en Championnat d'Uruguay de football de deuxième division | Aucun                                |